# Emily Is Away
Emily Is Away est un jeu vidéo indépendant et visual novel créé par le développeur de jeux Kyle Seeley. Il est publié en accès gratuit en novembre 2015. Se déroulant du début au milieu des années 2000, Emily Is Away raconte l'histoire de la relation du protagoniste avec une fille, Emily, au cours de cinq ans, de la dernière année du lycée à la dernière année d'université.  Le jeu est présenté via un client de messagerie instantanée sur Windows XP, inspiré d'ICQ et d'AOL Instant Messenger, en particulier leurs versions du début au milieu des années 2000, avec les profils et l'interface des autres utilisateurs. Les choix pour les photos de profil proviennent généralement de la culture du début au milieu des années 2000, avec notamment 28 Jours plus tard, Le Cercle, Harry Potter, Le Seigneur des anneaux, Blink-182, les Red Hot Chili Peppers, Eminem ou Avril Lavigne.

## Synopsis
Le jeu se passe déroule à cinq moments, chacun espacés d'environ un an, de 2002 à 2006. Le protagoniste y discute avec une fille de son lycée, appelée Emily, de sujets de leurs vies quotidiennes et sentimentales. En fonction des choix du protagoniste, par exemple décider ou non d'aller à une soirée commune ou de rendre visite à Emily, la situation lors de l'année suivante évoluera en conséquence. 
Tout au long du jeu, le joueur a la possibilité de changer d'avatar sur son client de messagerie instantanée en tandem avec ce qui était populaire à l'époque. Ses amis montrent également leur progression en choisissant de nouvelles icônes, biographies et messages d'absence.

## Accueil
Emily Is Away reçoit des critiques majoritairement positives, recevant un score moyen de "Très positif" sur sa page Steam. Les critiques relèvent notamment la qualité de son gameplay, de ses personnages et son accès gratuit, mais pointent du doigt sa faible durée de vie. Wired en fait particulièrement l'éloge, le qualifiant de "l'un de ces jeux rares qui m'ont complètement arrêté dans mon élan". Rock, Paper, Shotgun  déclare qu'il est "très amusant, au moins pour le facteur nostalgie".

## Suites
Une suite connue sous le nom d'Emily Is Away Too est sort le 26 mai 2017. Elle est révélée pour la première fois en octobre 2016 lorsque Kyle Seeley met en ligne une bande-annonce. La suite permet aux joueurs de discuter avec deux personnes simultanément et le jeu comprend des parodies de sites populaires en 2006 tels que YouTube et Newgrounds. Le jeu permet toujours aux joueurs de personnaliser leur profil et de choisir leur histoire.
Une seconde suite, Emily Is Away <3, sort le 16 avril 2021. C'est le successeur spirituel du jeu vidéo de 2017 et il se déroule principalement dans Facenook, une parodie de Facebook,,.